# مارتين كالديرون
مارتين كالديرون (بالإسبانية: Martín Calderón)‏ (12 مارس 1979 في المكسيك - ) هو لاعب كرة قدم مكسيكي في مركز الهجوم. لعب مع نادي تشياباس.